# Парфірій Ардан
Парфірій Ардан — єпископ (управитель) Мукачівської єпархії (МГКЄ) до укладення Ужгородської унії.

## Історичні дані
В «Історії карпатських русинів» подається список єпископів Мукачівської єпархії від Луки — до Василя Поповича та згадка про останніх православних єпископів Марамороша Йосифа Стойку і Досифея Теодоровича.
У хроніці Парфірій Ардан згадується разом з єпископом Софронієм Юско, та зазначено час керування єпархією 1640—1642 роки.